# Chiarella centripetalis
Chiarella centripetalis is een hydroïdpoliep uit de familie Bougainvilliidae. De poliep komt uit het geslacht Chiarella. Chiarella centripetalis werd in 1897 voor het eerst wetenschappelijk beschreven door Maas. 